# Hemimycena reducta
Hemimycena reducta är en svampart som beskrevs av Egon Horak & Desjardin 1994. Hemimycena reducta ingår i släktet Hemimycena,  och familjen Mycenaceae.   Inga underarter finns listade.